# Kerry Condon
Kerry Condon (Thurles, 9 de enero de 1983) es una actriz irlandesa de cine y televisión. 
Sus papeles incluyen Theresa Carmondy en Las cenizas de Ángela (1999) y Victoria en Danny the Dog (2005). También ha participado en Intermission (2004) y, como Octavia, en la serie de la BBC/HBO Roma. Asimismo ha interpretado el papel de Stacey Ehrmantraut en Better Call Saul de AMC, como la voz de F.R.Y.D.A.Y. en varias películas del Universo cinematográfico de Marvel, y como la ingeniera y Directora Técnica de APXGP Kate McKenna en la película F1: The Movie de 2025.

## Biografía
Kerry estudió en la Escuela de Arte Dramático en Dublín, e hizo su debut en televisión en dos episodios de la serie de la BBC Ballykissangel en 1999, y unos años más tarde debutó en el cine con un papel en Las cenizas de Ángela, adaptación cinematográfica de la novela homónima de Frank McCourt, dirigida por Alan Parker y nominada a un Premio de la Academia. A los 19, se convirtió en la actriz más joven en interpretar a Ophelia en la Royal Shakespeare Company, en Hamlet, dirigida por Steven Pimlott. Otros trabajos suyos en el escenario son The Lieutenant of Inishmore,  The Lonesome West y un papel en The Cripple of Inishmaan, estrenada en Nueva York. 
Tras Las cenizas de Ángela, apareció junto a Imelda Staunton en la película de Steve Barron, Rat. En 2001, protagonizó How Harry Became a Tree de Goran Paskaljevic, y en 2003 interpretó a Kate Kelly junto a Heath Ledger, Orlando Bloom y Naomi Watts en Ned Kelly. En 2005, Kerry Condon trabajó junto a Jet Li, Morgan Freeman y Bob Hoskins en Danny the Dog e hizo su primera aparición en la serie de HBO/BBC Roma. También intervino en los 22 episodios de la serie entre 2005 y 2007, interpretando a Octavia. Además de en la película The Last Station, ese mismo año se la ha podido ver en la serie de HBO, dirigida por J.J. Abrams, Anatomy of Hope. Kerry ha dado voz a F.R.I.D.A.Y., la ayudante virtual de Iron Man tanto en las últimas producciones Marvel Avengers: Age of Ultron y Capitán América: Civil War, Spider-Man: Homecoming y Avengers: Infinity War. En 2015, obtuvo un papel recurrente en la serie Better Call Saul, interpretando a Stacey Ehrmantraut, la nuera de Mike.